# 조지아인
조지아인(영어: Georgians)은 조지아의 주요 민족으로 남카프카스족에 속한다. 자기들 스스로는 카르트벨인(조지아어: ქართველები 카르트벨레비)이라고 부른다. 보통은 조지아어를 사용하는 조지아 민족을 가리키는 용어로 사용된다. 국민의 83.9%가 동방 정교회를 믿는다.

## 특징
조지아인은 주변 민족과는 달리 카프카스(Caucasus) 민족에 속하지만, 동방 정교회를 믿는 민족이다.

## 외모
조지아인은 코카서스 인종으로 주로 갈색 머리카락과 갈색 눈을 갖고 있다.

## 거주 국가
대부분 조지아에 거주한다. 일부는 러시아, 아르메니아, 아제르바이잔, 튀르키예 등지에도 거주한다.

## 러시아인과 차이
조지아인은 러시아인과는 전혀 다르지만, 가끔 러시아식 이름을 가지고 있는 조지아 사람도 볼 수 있다.

## 같이 보기
- 조지아의 인구

## 참고 문헌
- Toumanoff, Cyril. 《Studies in Christian Caucasian History》. Georgetown University Press. 269쪽.
- David Marshall Lang (1962), The Georgians
- Frederich A. Praeger Publishers, New York the first few chapters from WED Allen (1932), A history of the Georgian people
- Suny, Ronald Grigor. 《The Making of the Georgian Nation》. Indiana University Press. 4~10쪽. ISBN 0253209153